# Herbert John Louis Hinkler
Herbert Bert John Louis Hinkler (Bundaberg, 8 dicembre 1892 – Pratomagno, 8 gennaio 1933) è stato un pioniere dell'aviazione e inventore australiano.
Fu la prima persona a volare in solitaria dall'Inghilterra all'Australia nel febbraio 1928, e la prima persona a volare in solitaria attraverso l'Oceano Atlantico meridionale. Si sposò nel 1932 all'età di 39 anni e morì meno di un anno dopo, schiantandosi sul monte Pratomagno vicino ad Arezzo, in Toscana, durante un tentativo di record di volo in solitaria.

## Biografia
Hinkler nacque a Bundaberg, nel Queensland, figlio di John William Hinkler, un allevatore di origine prussiana, e di sua moglie Frances Atkins (nata Bonney) Hinkler. Nella sua infanzia, Hinkler osservava gli ibis volare vicino a un lago nei pressi della scuola. Dopo aver acquisito una comprensione dei principi del volo, costruì due alianti. Nel 1912 lanciò uno dei suoi primi alianti fatti in casa sulla spiaggia di Mon Repos e volò a 10 metri sopra le dune di sabbia.
In seguito incontrò Arthur Burr Stone in una mostra itinerante a Bundaberg e di nuovo alla Brisbane Exhibition, dove Hinkler lavorò con Stone per risolvere un problema con il "Blériot", il primo monoplano al mondo. Nel 1913 Hinkler si recò in Inghilterra dove lavorò per la Sopwith Aviation Company, l'inizio della sua carriera nell'aviazione.

### Prima guerra mondiale
Durante la prima guerra mondiale Hinkler prestò servizio con il Royal Naval Air Service come artigliere/osservatore in Belgio e Francia, per il quale fu insignito della Distinguished Service Medal. Nel 1918 Hinkler fu assegnato al No. 28 Squadron RAF con il quale prestò servizio come pilota in Italia.
Hinkler era un "matematico e inventore eccezionale" e "costruì molti strumenti aeronautici che furono in uso fino alla seconda guerra mondiale". Ad esempio, "uno era un aggeggio per correggere la deriva poiché gli aeroplani volano un po' su un fianco, non dritti". Inoltre, "durante la prima guerra mondiale, Hinkler inventò un adattatore per mitragliatrice per artiglieri ad aria compressa. A quei tempi, quando i biplani volavano a testa in giù in combattimento, le cartucce calde e vuote cadevano e bruciavano il petto degli artiglieri mentre sparavano. L'invenzione di Hinkler prevedeva invece che le cartucce espulse volassero via di lato.

### Voli in solitaria

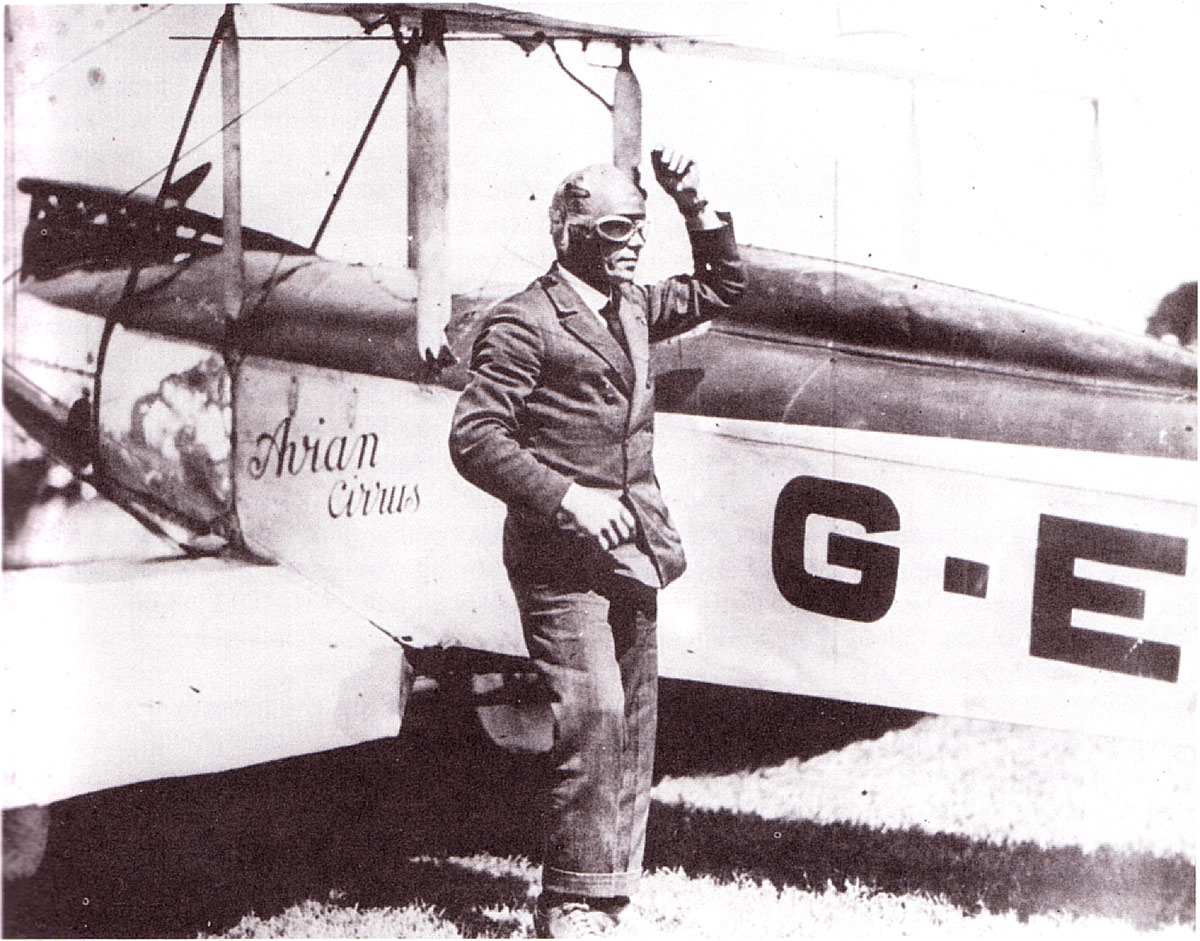
Hinkler e il suo Avro Avian

Dopo la guerra, lavorò come pilota collaudatore per il costruttore di aerei A.V. Roe a Southampton. Il governo australiano offriva 10.000 sterline come premio per il primo volo per l'Australia; Hinkler ci provò ma il suo aereo si schiantò in Europa durante una tempesta.
Nel 1921 Hinkler spedì un piccolo Avro Baby a Sydney, in Australia. Fu riempito di carburante e volò senza scalo fino a Bundaberg, nel Queensland, per una distanza di 1.370 chilometri.
Durante gli anni '20 gareggiò in numerosi eventi di aviazione e stabilì molti record, tra cui un volo senza scalo dall'Inghilterra alla Lettonia. Per il suo volo Inghilterra-Lettonia fu insignito della medaglia d'oro Oswald Watt per il 1927. Fu anche pilota dell'idrovolante britannico Schneider Trophy.
Hinkler effettuò il primo volo in solitaria tra l'Inghilterra e l'Australia, partendo dall'Inghilterra il 7 febbraio 1928 e arrivando a Darwin il 22 febbraio; rientrò nella sua città natale di Bundaberg pochi giorni dopo, il 27 febbraio. Ciò portò il record Inghilterra-Australia da 28 giorni a poco meno di 15 giorni e mezzo. L'aereo utilizzato era un Avro Avian con registrazione G-EBOV. Del volo si parlò poco all'inizio, finché Hinkler raggiunse l'India e l'interesse dei media si intensificò. Un giornale soprannominò l'aviatore "Hustling Hinkler" e fu il soggetto della canzone della Tin Pan Alley Hustling Hinkler Up in the Sky
Per i voli del 1920 e del 1928 Hinkler aveva già vinto due trofei Britannia e la medaglia d'oro della Fédération Aéronautique Internationale. Nel 1928 fu insignito della medaglia d'oro Oswald Watt.

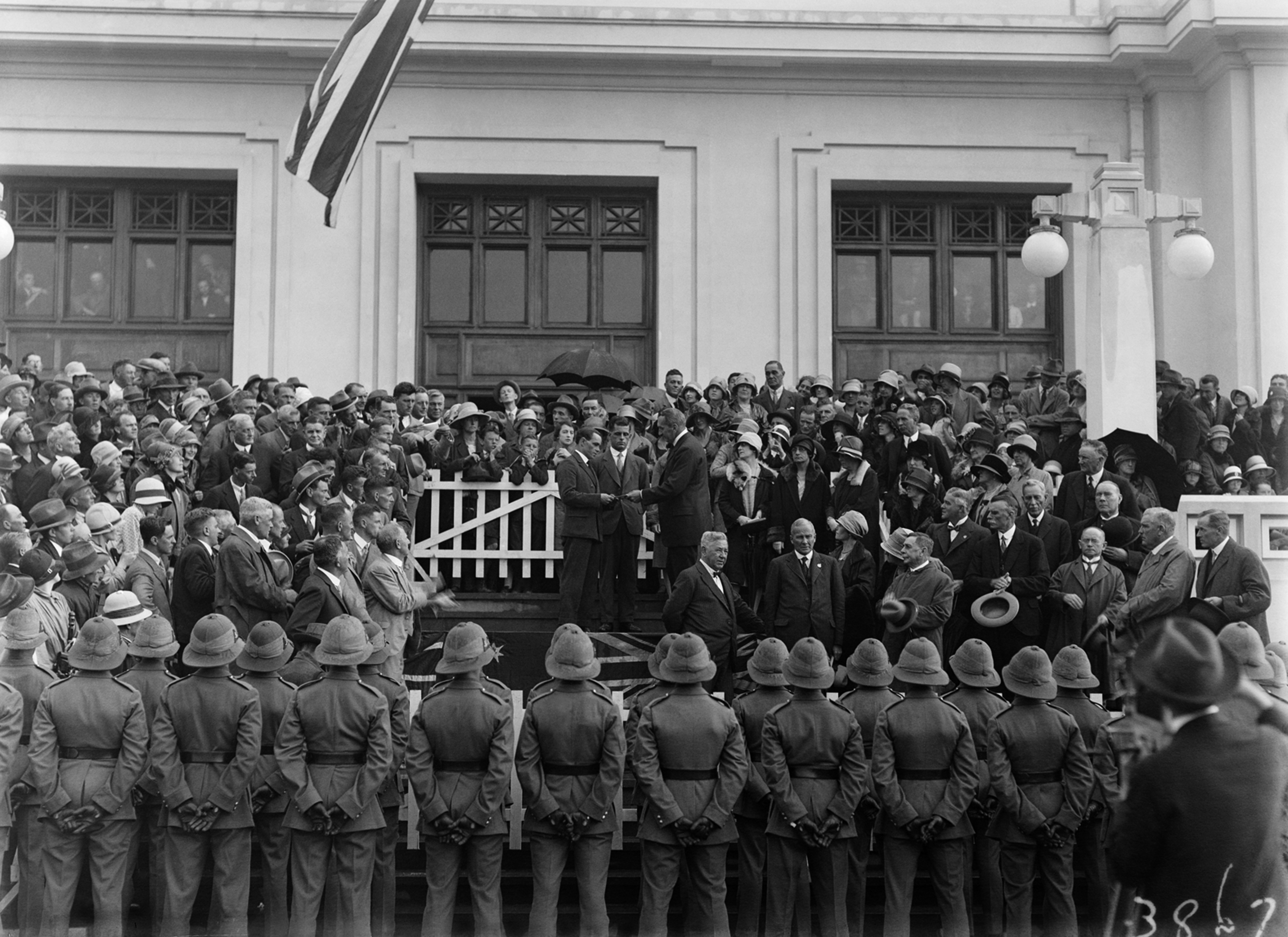
Bert Hinkler riceve un assegno e un portasigarette dal primo ministro Stanley Bruce

Si dice che in quel periodo Hinkler abbia detto al primo ministro australiano Stanley Bruce: "Sapete, un giorno, la gente volerà di notte e userà la luce del giorno per visitare la città". Fu invitato dal presidente della Camera dei Rappresentanti australiana, Littleton Groom, a prendere posto nella Camera in riconoscimento del suo successo (la volta successiva che avvenne un invito del genere fu nel 1973, a Patrick White, che rifiutò). Dopo aver visitato le principali città dell'Australia ed essere tornato in Inghilterra, fu insignito della Air Force Cross per la migliore impresa aerea dell'anno.
Nel 1931 arrivò la sua impresa più notevole. Hinkler volò su un de Havilland Puss Moth dal Canada a New York, poi senza scalo in Giamaica per 2.400 km, poi in Venezuela, Guyana, Brasile e infine attraverso l'Atlantico meridionale fino all'Africa. Questa parte del viaggio fu compiuta in condizioni meteorologiche estremamente avverse, ma nonostante un vento impetuoso e praticamente nessuna visibilità per parte del percorso a causa delle nuvole basse, deviò dalla rotta per una distanza relativamente piccola. Dall'Africa occidentale volò a Londra. Per questo gli fu assegnata la Royal Aero Club Gold Medal, il Segrave Trophy, il Johnston Memorial Prize, e il Britannia Trophy per la prestazione di volo più meritoria dell'anno. Ebbe anche la sua terza e quarta medaglia d'oro Oswald Watt. Questo fu il primo volo in solitaria attraverso l'Atlantico meridionale e Hinkler fu la seconda persona ad attraversare l'Atlantico in solitaria, dopo Charles Lindbergh nel 1927.

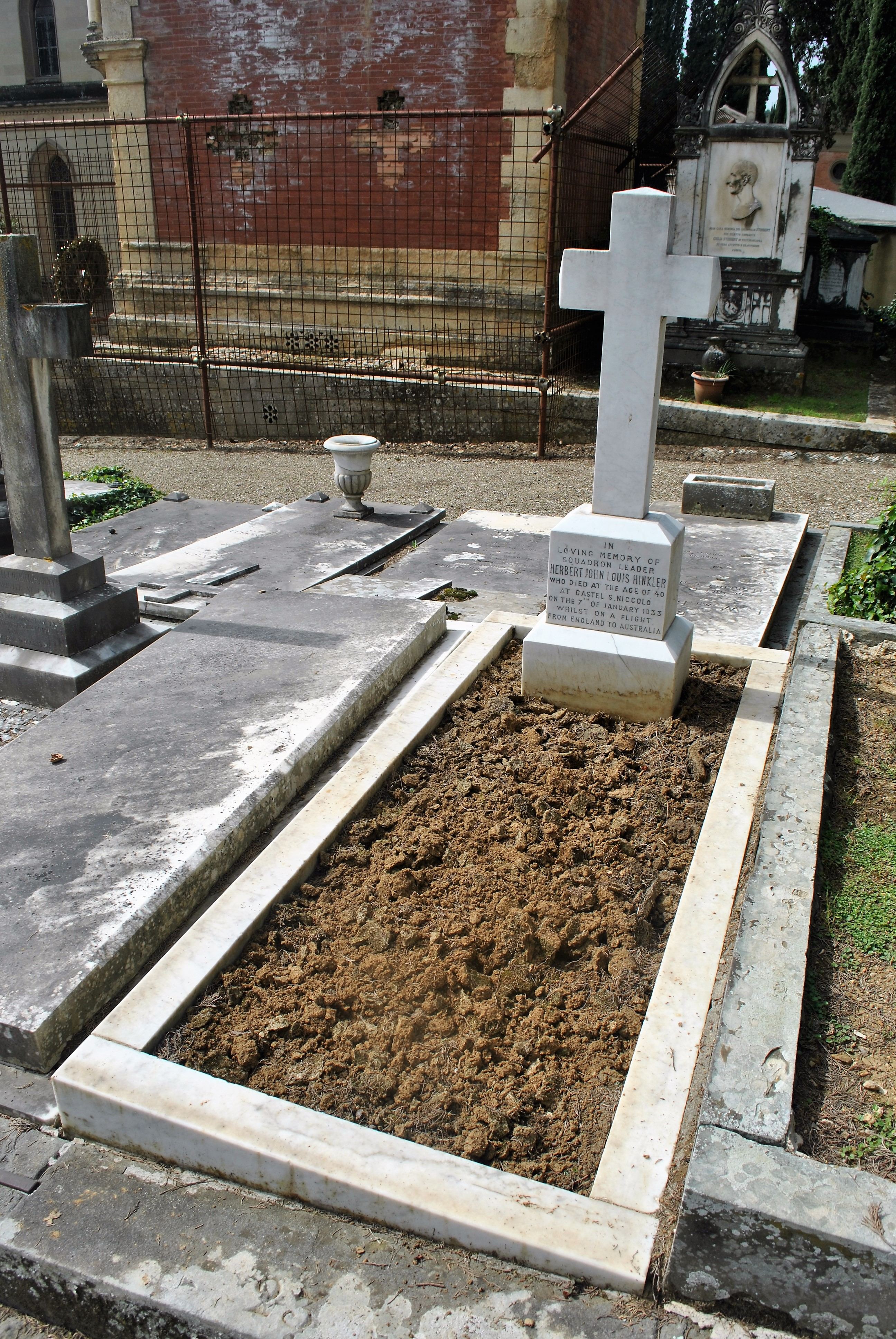
La tomba di Hinkler in Italia

### La scomparsa
Il 7 gennaio 1933 Hinkler lasciò il London Air Park di Hanworth, in Inghilterra, a bordo del Puss Moth nel tentativo di battere il record di volo verso l'Australia detenuto da C. W. A. Scott di 8 giorni e 20 ore. Di lui non si seppe più nulla fino a quando il suo corpo venne scoperto in Italia, sul Pratomagno, il 27 aprile 1933. Alcuni carbonai scoprirono dapprima il suo aereo distrutto e informarono le autorità; un'ulteriore ricerca trovò il corpo di Hinkler a circa 64 metri di distanza, su un ripido pendio parzialmente nascosto da un cespuglio. Il corpo era in pessime condizioni, ma la sua identità fu confermata quando venne trovato il suo passaporto. Fu stabilito che il suo aereo si era schiantato contro le montagne lo stesso giorno in cui era partito da Londra. Fu sepolto - con tutti gli onori militari per ordine del dittatore italiano Benito Mussolini - nel Cimitero degli Allori a Firenze. Un monumento in sua memoria è stato eretto a Prato Alle Vacche sul monte Pratomagno dall'Aero Club Aretino. Gli sopravvissero sia la moglie legale Katherine che la moglie de facto Nance.
Sulla vetta del monte Pratomagno, in prossimità della croce del Pratomagno, è posto un cippo commemorativo; un altro monumento è in prossimità del luogo dello schianto.